# Renato Seabra
Renato Martins Seabra (Marília, 25 de abril de 1978) é um ciclista brasileiro.

Começou no mountain bike aos 16 anos, e foi quatro vezes campeão brasileiro da categoria.
Participou dos Jogos Olímpicos de Verão de 2000 em Sydney. Depois dos jogos, migrou do mountain bike para o ciclismo de estrada, onde conquistou resultados significativos, como a Prova Ciclística 9 de Julho, em 2006; melhor brasileiro no campeonato pan-americano de estrada de 2007; e 6º colocado no campeonato pan-americano de estrada de 2011.
É proprietário de uma academia em Marília e compete pela equipe DataRo/Bottecchia, de Foz do Iguaçu (PR).

## Principais resultados
2001
1º - Volta a Santa Catarina de Mountain Bike
2002
4º - Classificação Geral da Volta de Santa Catarina
1º - Etapa 1
2005
4º - Classificação Geral da Volta de Porto Alegre
2º - Etapa 3
6º - Classificação Geral da Volta de Santa Catarina
2006
9º - Classificação Geral da Volta de Porto Alegre
10º - Classificação Geral da Volta do Paraná
4º - Campeonato Pan-Americano de Estrada
2º - Campeonato Brasileiro de Ciclismo de Estrada
1º - Prova Ciclística 9 de Julho
2º - Classificação Geral do Tour de Santa Catarina
1º - Etapa 2
2007
10º - Classificação Geral da Volta Ciclística de São Paulo
1º  Classificação Geral da Volta do Paraná
1º - Etapa 3
2º - Etapa 2
6º - Campeonato Pan-Americano de Estrada
7º - Campeonato Brasileiro de Ciclismo Contra-Relógio
8º - Campeonato Brasileiro de Ciclismo de Estrada
9º - Classificação Geral do Tour de Santa Catarina
2º - Etapa 7
2008
8º - Classificação Geral da Volta Ciclística de São Paulo
2009
9º - Classificação Geral do Giro del Sol San Juan
5º - Classificação Geral da Volta de Gravataí
2º - Etapa 2
2010
1º  Classificação Geral do Giro do Interior de São Paulo
1º - Etapa 2
4º - Classificação Geral da Volta de Gravataí
6º - Classificação Geral do Tour de Santa Catarina
8º - Campeonato Brasileiro de Ciclismo de Estrada
3º - Classificação Geral da Volta Ciclística de São Paulo
2º - Etapa 8
2º - Ranking Brasileiro de Ciclismo de Estrada
2011
3º - Classificação Geral do Giro do Interior de São Paulo
1º - Etapa 3
1º  Classificação Geral da Volta de Gravataí
2º - Etapa 3
3º - Etapa 2
6º - Campeonato Pan-Americano de Estrada
8º - Campeonato Brasileiro de Ciclismo de Estrada
4º - Ranking Brasileiro de Ciclismo de Estrada
2012
4º - Classificação Geral da Volta Ciclística de São Paulo
2º - Etapa 2